# Linnasaari (ö i Södra Karelen, Villmanstrand, lat 61,00, long 27,74)
Linnasaari är en ö i Finland. Den ligger i sjön Kivijärvi och i kommunen Klemis i den ekonomiska regionen  Villmanstrands ekonomiska region  och landskapet Södra Karelen, i den södra delen av landet, 180 km nordost om huvudstaden Helsingfors. Öns area är 3,4 hektar och dess största längd är 360 meter i sydöst-nordvästlig riktning.